# Wieds tiranmanakin
Wieds tiranmanakin (Neopelma aurifrons) is een zangvogel uit de familie Pipridae (manakins). De Nederlandse naam verwijst naar de Duitse natuuronderzoeker Maximilian zu Wied-Neuwied die deze vogel in 1831 geldig heeft beschreven.

## Verspreiding en leefgebied
Deze soort is endemisch in zuidoostelijk Brazilië.

## Status
De grootte van de populatie is niet gekwantificeerd maar de soort wordt omschreven als schaars en met een versnipperde verspreiding. Het verspreidingsgebied is klein en de aantallen nemen af door ontbossing. Op de Rode lijst van de IUCN heeft deze soort daarom de status gevoelig.